# 赖大超
赖大超（1918年—1995年1月），原名太超，字培海，福建永定县虎岗乡虎西村坑源自然村赖屋下人，中国工农红军时期著名红小鬼，中国共产主义青年团高级干部，第五届全国政协委员。

## 生平
生于贫农家庭，有三个哥哥一个姐姐。二哥荣超、三哥春超参加红军，在战斗中牺牲。
1929年加入共产主义儿童团。1931年加入中国共产主义青年团。在闽西特委青干班受训。1932―1933年秋调中央列宁团校、中央党校学习，任团总支委员并转党。1934年参加长征。1937年底去东南分局白区工作，1938年10月被国民党当局逮捕，在温州、上饶集中营关押六年多，1943年，周恩来、董必武等中央领导营救，无条件特赦出狱。回到虎岗，在街上开设一家缝衣店。1947年春找到董必武，安排在闽西工作。受到闽浙赣边领导人曾镜冰的怀疑。
1953年中组部、广东省委对其被捕后历史做出审查结论，入党时间从1933年算起。
1963年进中央党校学习。
第五届全国政协委员。1979年平反昭雪。1988年副省级离休。  